# Eledone
Eledone is een geslacht van octopussen uit de familie Eledonidae. De naam van het geslacht is voor het eerst geldig gepubliceerd in 1817 door William Elford Leach.
Leach ontleende de naam aan Aristoteles, die in zijn werk Historia animalium de octopus heledōnē (ἑλεδώνη) vermeldde. Dit was wellicht de Eledone moschata, die in de Middellandse Zee voorkomt.

## Soorten
- Eledone caparti Adam, 1950
- Eledone cirrhosa (Lamarck, 1798) (Kleine achtarm)
- Eledone gaucha Haimovici, 1988
- Eledone massyae Voss, 1964
- Eledone moschata (Lamarck, 1798) (Muskus achtarm)
- Eledone palari Lu & Stranks, 1992
- Eledone schultzei (Hoyle, 1910)

### Taxon inquirendum
- Eledone leucoderma (San Giovanni, 1829)

### Synoniemen
- Eledone aldrovandi Montfort, 1802 => Eledone cirrhosa (Lamarck, 1798)
- Eledone brevis Hoyle, 1885 => Thaumeledone brevis (Hoyle, 1885)
- Eledone carlgreni Thore, 1945 => Eledone schultzei (Hoyle, 1910)
- Eledone charcoti Joubin, 1905 => Pareledone charcoti (Joubin, 1905)
- Eledone thysanophora Voss, 1962 => Eledone schultzei (Hoyle, 1910)
- Eledone turqueti Joubin, 1905 => Pareledone turqueti (Joubin, 1905)
- Eledone verrucosa Verrill, 1881=> Graneledone verrucosa (A. E. Verrill, 1881)